# Cephaloscyllium stevensi
Cephaloscyllium stevensi är en hajart som beskrevs av Clark och Randall 20. Cephaloscyllium stevensi ingår i släktet Cephaloscyllium och familjen rödhajar. Inga underarter finns listade i Catalogue of Life.